# Michael Reusch
Michael Reusch, né le 3 février 1914 et mort le 6 avril 1989, est un gymnaste suisse.

## Palmarès

### Jeux olympiques
- Berlin 1936
  -  médaille d'argent aux barres parallèles
  -  médaille d'argent par équipes

- Londres 1948
  -  médaille d'or aux barres parallèles
  -  médaille d'argent aux anneaux
  -  médaille d'argent par équipes

### Championnats du monde
- Prague 1938
  -  médaille d'argent par équipes
  -  médaille d'or aux cheval d'arçons
  -  médaille d'argent aux anneaux
  -  médaille d'or aux barres parallèles
  -  médaille d'or à la barre fixe